# 遂安郡
遂安郡（スアンぐん）は、朝鮮民主主義人民共和国黄海北道に属する郡。

## 地理
黄海北道の北部に位置する。
隣接する行政区画は以下の通り。
- 北 - 延山郡
- 東 - 谷山郡
- 南 - 新渓郡
- 南西 - 瑞興郡
- 西 - 燕灘郡

## 歴史
統一新羅の時代に栖巌郡の直下に獐塞県が設置され、高麗初期に現在の遂安という地名が用いられるようになった。1018年には谷州の属県として遂安県が置かれた。一時元の支配下に置かれており、高麗による回復後の1310年に遂州に昇格している。朝鮮王朝成立後の1417年に遂安郡となり、黄海道に所属した。
1895年の行政区画再編により開城府所属の遂安郡となり（二十三府制）、14坊が属した。翌1896年に黄海道遂安郡となり（十三道制）、坊が面に改められている。
韓国併合後の1914年の行政区画再編では面の統合が行われて11面となっている。
1943年時点で、黄海道遂安郡は以下の9面から成っていた。
| - 遂安面 - 수안면【遂安面】 （スアン=ミョン） - 道所面 - 도소면【道所面】 （トソ=ミョン） - 公浦面 - 공포면【公浦面】 （コンポ=ミョン） - 大城面 - 대성면【大城面】 （テソン=ミョン） - 大梧面 - 대오면【大梧面】 （テオ=ミョン） | - 泉谷面 - 천곡면【泉谷面】 （チョンゴク=ミョン） - 栗界面 - 율계면【栗界面】 （ユルケ=ミョン） - 延岩面 - 연암면【延岩面】 （ヨナム=ミョン） - 水口面 - 수구면【水口面】 （スグ=ミョン） |

朝鮮民主主義人民共和国成立後、1952年12月に行われた行政区画再編により、遂安面・泉谷面・大城面の全域と、栗界面・大梧面の各一部に、新渓郡沙芝面の一部、瑞興郡九圃面の一部が編入されて遂安郡（1邑19里）が再編成され、旧遂安面内（現在の石潭里）に邑が置かれた。このとき、旧遂安郡のうち北部の遂安面・道所面・延岩面・公浦面などが延山郡となり、西部の栗界面の一部は燕灘郡となっている。
1953年、郡北部の社銅里（旧大梧面）に邑が移転し、遂安邑と改称された。

### 年表
この節の出典
- 1914年4月1日 - 郡面併合により、黄海道遂安郡に以下の面が成立。(11面)
  - 邑内面・公浦面・城洞面・道所面・大坪面・梧洞面・泉谷面・水口面・延岩面・大千面・栗界面
- 1929年 - 邑内面が遂安面に改称。(11面)
- 1939年 (9面)
  - 城洞面および大坪面の一部が合併し、大城面が発足。
  - 大千面・梧洞面の各一部が合併し、大梧面が発足。
  - 大坪面の残部が遂安面に編入。
  - 大千面の残部が延岩面に編入。
  - 梧洞面の残部が泉谷面・遂安面に分割編入。
- 1952年12月 - 郡面里統廃合により、黄海道遂安郡遂安面・泉谷面・大城面および栗界面・大梧面の各一部、新渓郡沙芝面の一部、瑞興郡九圃面の一部地域をもって、遂安郡を設置。遂安郡に以下の邑・里が成立。(1邑18里)
  - 遂安邑・龍浦里・西坪里・泉岩里・新垈里・佐位里・上徳里・水徳里・鉄山里・朝陽里・玉峙里・山北里・石橋里・社銅里・坪院里・島田里・星橋里・龍峴里・楠社里
- 1953年 (1邑1労働者区17里)
  - 遂安邑が石潭里に降格。
  - 楠社里が南亭労働者区に昇格。
  - 社銅里が遂安邑に昇格。
- 1954年10月 - 黄海道の分割により、黄海北道遂安郡となる。(1邑1労働者区17里)
  - 龍浦里の一部が山北里に編入。
  - 西坪里の一部が佐位里に編入。
  - 玉峙里の一部が島田里に編入。
  - 山北里・島田里の各一部が龍峴里に編入。
  - 坪院里が黄海北道谷山郡西村里との境界線を調整。
- 1963年 - 山北里・石橋里の各一部が合併し、周耕里が発足。(1邑1労働者区18里)
- 1967年 - 西坪里・泉岩里の各一部が石潭里に編入。(1邑1労働者区18里)
- 1972年 - 石潭里の一部が遂安邑に編入。(1邑1労働者区18里)
- 1974年 - 朝陽里が玉峙里に編入。(1邑1労働者区17里)
- 1981年 - 石潭里の一部が遂安邑に編入。(1邑1労働者区17里)
- 1986年 - 延山郡新楽里の一部が遂安邑に編入。(1邑1労働者区17里)

## 行政区画
遂安郡は1邑1労働者区17面からなる。
| - 遂安邑 - 수안읍【遂安邑】 （スアヌプ） - 南亭労働者区 - 남정로동자구【南亭勞動者區】 （ナムジョンノドンジャグ） - 島田里 - 도전리【島田里】 （トジョンニ） - 龍浦里 - 룡포리【龍浦里】 （リョンポリ） - 龍峴里 - 룡현리【龍峴里】 （リョンヒョンニ） - 山北里 - 산북리【山北里】 （サンブンニ） - 上徳里 - 상덕리【上德里】 （サンドンニ） - 西坪里 - 서평리【西坪里】 （ソピョンニ） - 石橋里 - 석교리【石橋里】 （ソッキョリ） - 石潭里 - 석담리【石潭里】 （ソクタムニ） | - 星橋里 - 성교리【星橋里】 （ソンギョリ） - 水德里 - 수덕리【水德里】 （スドンニ） - 新垈里 - 신대리【新垈里】 （シンデリ） - 玉峙里 - 옥치리【玉峙里】 （オクチリ） - 佐位里 - 좌위리【佐位里】 （チャウィリ） - 周耕里 - 주경리【周耕里】 （チュギョンニ） - 泉岩里 - 천암리【泉岩里】 （チョナムニ） - 鉄山里 - 철산리【鐵山里】 （チョルサンニ） - 坪院里 - 평원리【坪院里】 （ピョンウォンニ） |